# إكسيسكو كامبوس
إكسيسكو كامبوس (بالإسبانية: Francisco Javier Muñoz Llompart) (5 سبتمبر 1980 ماناكور إسبانيا - ) هو لاعب كرة قدم إسباني، يلعب كلاعب وسط.

## روابط خارجية
- إكسيسكو كامبوس على موقع الاتحاد الأوربي (الإنجليزية)
- إكسيسكو كامبوس على موقع قاعدة بيانات كرة القدم.إي يو (الإنجليزية)
- إكسيسكو كامبوس على موقع Soccerway.com (الإنجليزية)
- إكسيسكو كامبوس على موقع عالم كرة القدم.نت (الإنجليزية)
- إكسيسكو كامبوس على موقع AS.com (الإسبانية)